# VI. sbor (mobilizace 1938)
VI. sbor byl vyšší jednotkou působící v sestavě 4. armády a jeho úkolem byla obrana jižních v úseku od toku Vltavy po zemskou hranici Čech a Moravy východně od Starého města pod Landštejnem. Celková délka hlavního obranného postavení činila 84 km.
Velitelem VI. sboru byl divizní generál Rudolf Viest
Stanoviště velitele se nacházelo v Soběslavi

## Úkoly VI. sboru
Úkolem VI. sboru byla obrana hlavního obranného postavení, na kterém byly rozmístěny jednotky Hraniční oblasti 31. Hlavní obranné postavení mělo být drženo co možná nejdéle, ale v případě krajní nutnosti byl možný ústup na 2. obranné postavení na linii Poněšice-Strmilov, které bylo zajištěno jednotkami pěšího pluku 207 a toto postavení již udržet za každou cenu. Pro aktivní vedení obranných bojů na obou předpokládaných směrech německého útoku (tedy Kaplice - České Budějovice a Nová Bystřice - Jindřichův Hradec) byla do sestavy VI. sboru zařazena 4. rychlá divize, soustředěná v okolí Soběslavi, která díky počtu zařazených obrněných vozidel disponovala značnou údernou silou.
Zajímavostí je, že VI. sbor se měl původně soustřeďovat, jako záloha hlavního velitelství, v oblasti Valašského Meziříčí a zřejmě do jeho sestavy měla patřit mj. 17. divize. Prostor jeho pozdějšího soustředění v jižních Čechách měl patřit do odpovědnosti I. sboru. Dne 25. září byla tato oblast převedena do kompetence velitele III. sboru, ale již o dva dny později, 27. září byla obrana svěřena VI. sboru.
Na přelomu září a října byly některé jednotky sboru ještě na přesunu a k jeho kompletnímu soustředění došlo 4. října.

## Podřízené jednotky

### Vyšší jednotky[1]
- Hraniční oblast 31
- 4. rychlá divize

### Ostatní jednotky
- pěší pluk ZLO 207
- dělostřelecký pluk 52 (pouze II. oddíl)
- dělostřelecký pluk 111 (3 oddíly)
- dělostřelecký pluk 112 (2 oddíly)
- ženijní rota 45, 46
- telegrafní prapor 56